# Aktaui repülőtér
Az Aktaui repülőtér (Kazak nyelven: Halyqaralyq Aqtaý Áýejaıy) (IATA: SCO, ICAO: UATE) Kazahsztán egyik nemzetközi repülőtere, amely Aktau közelében található. Éves utasforgalma 865 809 fő (2016).

## Futópályák
A repülőtér futópályái:
- 12/30 (3052 m, 45 m, aszfalt)

## Forgalom
Az utasforgalom az elmúlt években az alábbi módon változott:
| Utasok száma | 474 000 | 450 000 | 585 000 | 708 327 | 777 522 | 813 964 | 845 710 | 1 062 514 | 1 022 750 | 1 029 685 |
|              | 2008    | 2009    | 2010    | 2012    | 2013    | 2014    | 2015    | 2017      | 2018      | 2019      |

## Légitársaságok és úticélok
2023-ban a Aktaui repülőtérről az alábbi járatok indulnak:

### Személy
| Légitársaság        | Célállomások |
| ------------------- | --- |
| Aeroflot            | Moszkva–Seremetyjevo |
| Air Astana          | Almati, Asztana, London–Heathrow |
| Azerbaijan Airlines | Baku |
| FlyArystan          | Almati, Aktöbe, Asztana, Atirau, Baku, Doha (kezdődik 2023. november 4.), Isztambul, Qarağandy, Kutaisi, Oral, Simkent, Jereván Szezonális: Antalya, Medina                                                                           |
| Kish Air            | Gorgan |
| Qazaq Air           | Atirau |
| Red Wings Airlines  | Moszkva–Zsukovszkij, Jekatyerinburg |
| Rossiya Airlines    | Szocsi |
| SCAT Airlines       | Almati, Aktöbe, Asztana, Astrakhan, Atirau, Baku, Isztambul, Kökşetau, Mahacskala, Minyeralnije Vodi, Moszkva–Vnukovo, Nukus, Oral, Ras Al Khaimah, Szentpétervár, Simkent, Tbiliszi, Türkisztán, Urganch, Jereván Szezonális: Batumi |
| Sunday Airlines     | Szezonális Charter: Antalya, Sarm es-Sejk |
| Turkish Airlines    | Isztambul |
| Uzbekistan Airways  | Nukus, Urganch |

### Cargo
| Légitársaság      | Célállomások |
| ----------------- | ------------ |
| Silk Way Airlines | Atirau, Baku |